# José Nehin
José Eduardo Nehin (* 13. Oktober 1905 in San Juan; † 16. Dezember 1957) war ein argentinischer Fußballspieler. Der Mittelfeldspieler nahm an der Fußball-Weltmeisterschaft 1934 teil.

## Karriere

### Verein
José Nehin, auch El Turco genannt, begann 1924 gemeinsam mit seinen Brüdern Naún und Pablo bei Sportivo Desamparados aus seiner Heimatstadt San Juan mit dem Fußballspielen. Durch seine Leistungen schaffte er es in die Stadtauswahl und spielte bei nationalen Turnieren, bei denen er mehrmals Torschützenkönig wurde. So schaffte er es auch in die Vorauswahl der argentinischen Nationalmannschaft für die Weltmeisterschaft 1934, da die großen Klubs aus Buenos Aires wegen eines Verbandsstreits keine Spieler stellten. 1935 kehrte er trotz Angebote aus Europa nach Argentinien zurück und lief für Estudiantes de La Plata auf, ehe er seine Karriere 1937 beendete.

### Nationalmannschaft
Nehin wurde 1934 von Nationaltrainer Filippo Pascucci in den Kader der Nationalmannschaft für die Weltmeisterschaft in Italien berufen und zum Vizekapitän ernannt. Wegen einer Undiszipliniertheit des etatmäßigen Kapitäns Alfredo Devincenzi wurde Nehin Kapitän bei der Weltmeisterschaft. Im Achtelfinale, dem ersten und gleichzeitig letzten Turnierspiel der Albiceleste, spielte er bei der 2:3-Niederlage gegen Schweden. Es blieb sein einziges Länderspiel.